# Rudolf Hardorff
Hermann Rudolf Hardorff (* 8. März1816 in Hamburg; † 4. Oktober 1907 ebenda) war ein deutscher Landschafts- und Marinemaler der Hamburger Schule.

## Leben

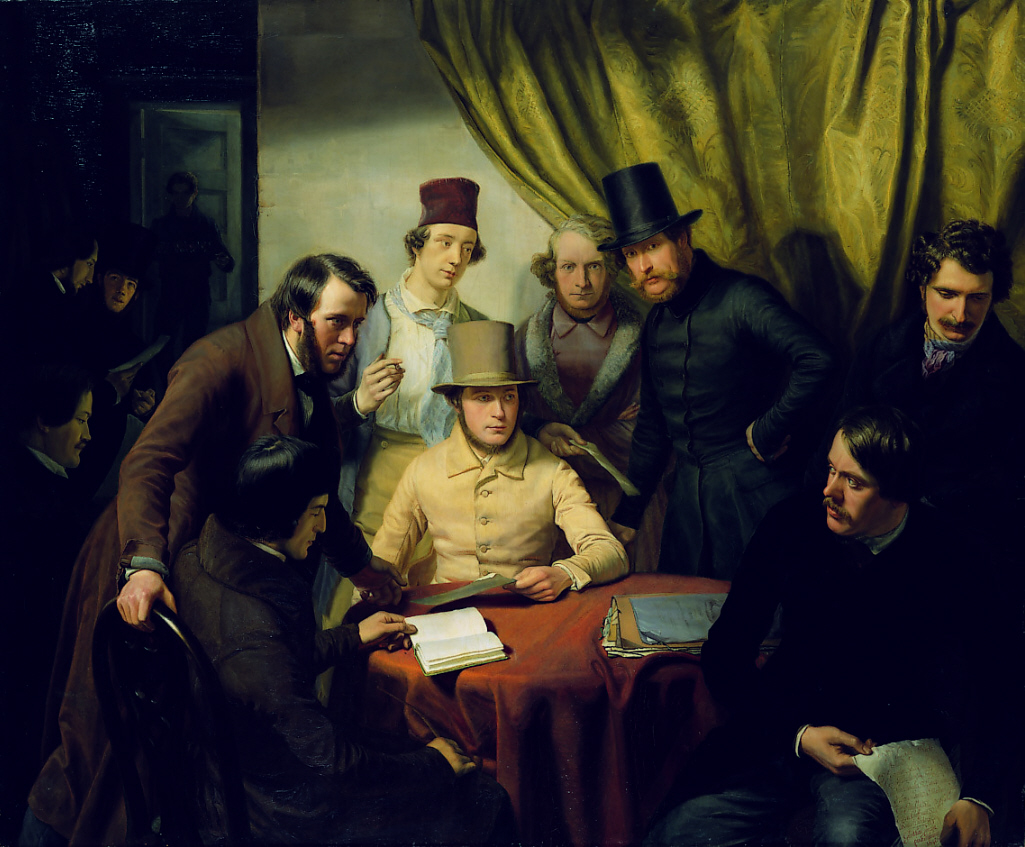
Günther Gensler:
Die Mitglieder des Hamburger Kunstvereins, 1840
(Hardorff rechts stehend)

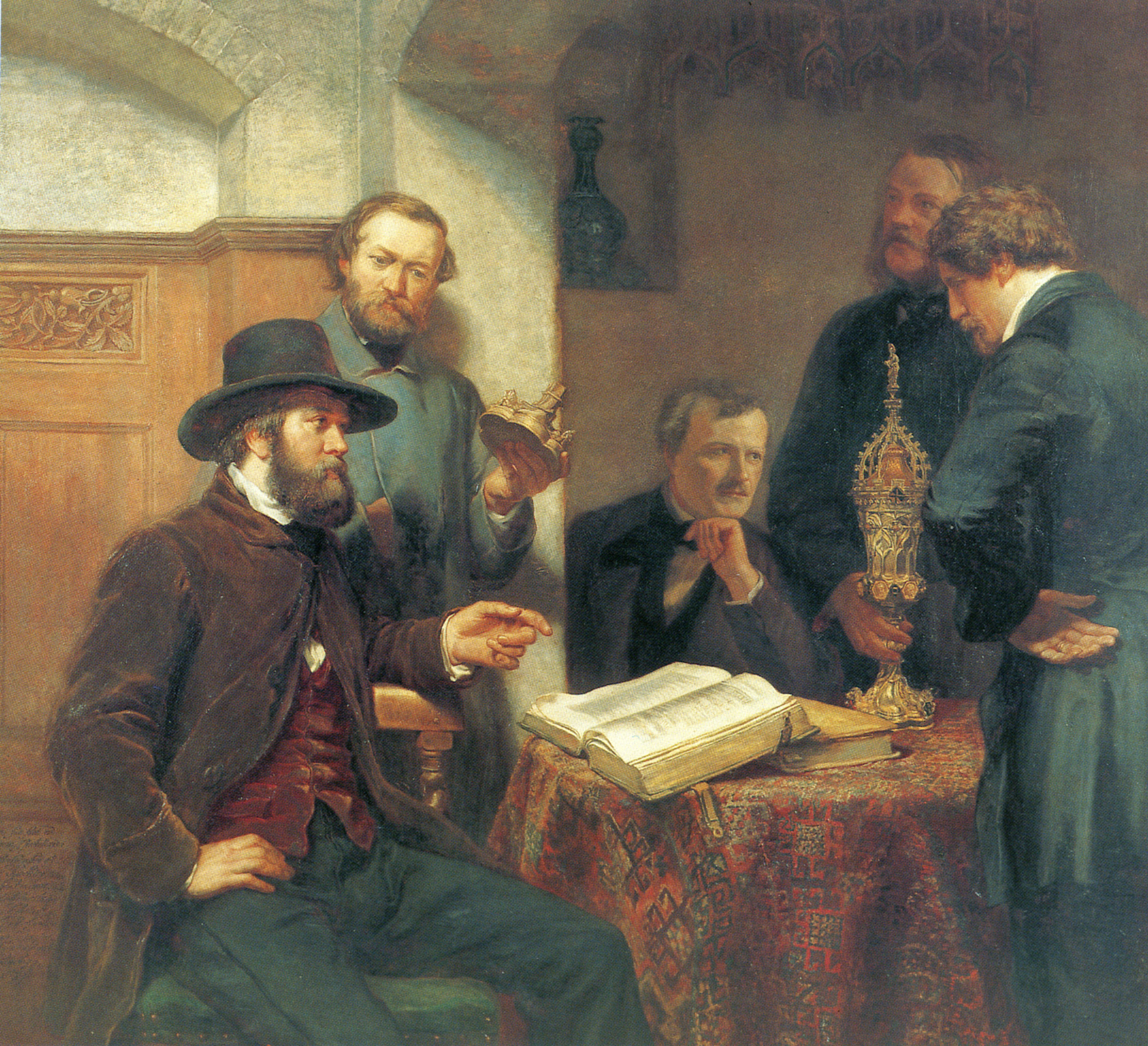
Günter Gensler:
Hamburger Künstler, 1859
(Hardorff rechts stehend)

Rudolf Hardorff wurde geboren als Sohn des Hamburger Historienmalers Gerdt Hardorff und dessen Ehefrau Juliane, geb. Mielck. Seine Ausbildung erhielt er, wie auch sein Bruder Gerdt der Jüngere, bei seinem Vater, der als Zeichenlehrer am Johanneum tätig war.
Studienreisen führten ihn nach England, Schottland und in die Niederlande, hier schloss er sich dem Marinemaler Petrus Johannes Schotel an. 1839 war er in Berlin und wurde dann ab 1843 in Hamburg-Harvestehude ansässig als Landschaft- und Marinemaler. Er wird häufig als der erste deutsche Vertreter des Genres „Marinemaler“ beschrieben.
In den Jahren 1874 bis 1876 war Hans von Bartels einer seiner Schüler, um 1890 auch Geo Wolters. Hardorff war Mitglied im Hamburger Künstlerverein von 1832, dessen Ehrenmitglied er später wurde. Ebenso war er Mitglied der Allgemeinen Deutschen Kunstgenossenschaft. Seine Werke zeigen hauptsächlich in naturgetreuer Auffassung die stürmische See, Sonnenauf- und -untergänge. Die Hamburger Kunsthalle besitzt fünf Werke Hardorffs.
Hermann Rudolf Hardorff war ab 1843 verheiratet mit Caroline Mutzenbecher (1812–1894), Tochter des Johann Heinrich Mutzenbecher (1772–1844), Pastor im Raum Verden und später Prediger an Sankt Petri in Hamburg. Hardorff wurde auf dem Ohlsdorfer Friedhof in Hamburg, Planquadrat AG 24 (170), beigesetzt.

## Werke (Auswahl)
- Blick auf die Elbe bei Falkenstein, Öl/Karton, 50,5 × 72 cm
- Die Explosion des dänischen Linienschiffes Christian VIII, den 5. April 1849 bei Eckernförde
- Das Baumhaus im Hamburger Hafen
- Am Strand bei Blankenese[7]
- Segler „Deutschland“ und „Nordamerika“[8]